# Lucius Quinctius Cincinnatus (Konsulartribun 438 v. Chr.)
Lucius Quinctius Cincinnatus war ein römischer Politiker des 5. Jahrhunderts v. Chr. Er war der Sohn des gleichnamigen Diktators Lucius Quinctius Cincinnatus.
In den Jahren 438, 425 und (möglicherweise) 420 v. Chr. amtierte er als Militärtribun mit konsularischer Gewalt. Vermutlich zu Unrecht werden ihm in einzelnen antiken Quellen eine Diktatur 437 v. Chr. und ein Konsulat 428 v. Chr. zugeschrieben.

## Familie
Lucius Quinctius Cincinnatus gehörte zu den Quinctii Cincinnati, einem Seitenzweig der patrizischen Gens Quinctia. Er war der älteste Sohn des Politikers Lucius Quinctius Cincinnatus, der im Jahr 460 v. Chr. Konsul und in den Jahren 458 und 439 v. Chr. Diktator gewesen war und in der Antike für seine Tugendhaftigkeit gerühmt wurde. Neben dem Konsulartribun des Jahres 438 v. Chr. hatte er zwei weitere, jüngere Söhne, nämlich Kaeso Quinctius, der aber von seinem Vater verstoßen wurde und wegen der Affäre um die geplante Lex Terentilia ins Exil gehen musste, sowie Titus Quinctius Pennus Cincinnatus, der in den Jahren 431 und 428 v. Chr. Konsul sowie 426 und möglicherweise 420 v. Chr. (dazu siehe unten) Konsulartribun war. Lucius soll 437 noch ein „junger Mann“ gewesen sein.
Sein Sohn Lucius Quinctius Cincinnatus amtierte ebenfalls dreimal als Militärtribun mit konsularischer Gewalt, nämlich 386, 385 und 377 v. Chr. Vermutlich war er auch Vater des Gaius Quinctius Cincinnatus, der im Jahr 377 v. Chr. Konsulartribun war.

## Erstes Konsulartribunat
Im Jahr 438 v. Chr. wurde Lucius Quinctius Cincinnatus trotz der Unbeliebtheit seines äußerst standesbewussten Vaters bei den Plebejern zusammen mit Mamercus Aemilius Mamercinus und Lucius Iulius Iullus erstmals zum Militärtribun mit konsularischer Gewalt gewählt. Während seiner Amtszeit rebellierte die Kolonie Fidenae gegen Rom, verjagte die römische Garnison und verbündete sich mit Lars Tolumnius, dem Etruskerkönig von Veji. Die von Rom geschickten vier Botschafter wurden auf dessen Befehl getötet. Dieser Vorfall war der Auslöser für den Zweiten Krieg Roms gegen Veji.
Noch im selben Jahr wurden die Konsulwahlen für 437 v. Chr. organisiert. Einer der gewählten Konsuln, Lucius Sergius, blieb dann am Fluss Aniene siegreich über die Vejer und bekam den Beinamen Fidenas zugesprochen.

## Magister equitum
Der Sieg am Aniene hatte aber auf beiden Seiten hohe Verluste gefordert. Die Konsulararmee war sehr geschwächt hervorgegangen, sodass der Senat 437 v. Chr. Mamercinus als Diktator einsetzte. Nach Wiederauffüllen der Ränge erwählte Mamercinus Lucius Quinctius Cincinnatus als Magister equitum und den beinahe siebzigjährigen Quinctius Capitolinus Barbatus sowie Marcus Fabius Vibulanus als Heerführer. Es gelang dem Diktator, die Feinde Roms erneut über den Aniene zurückzudrängen. Die Etrusker errichteten daraufhin ihr Heerlager in der Nähe von Fidenae, nachdem sie von einem Heer der Falisker zusätzliche Verstärkung erhalten hatten.
Trotz zahlenmäßiger Unterlegenheit konnten die Legionäre des römischen Heeres einen überwältigenden Sieg gegen Fidenae und seine Verbündeten erringen, der mit einem Triumph in Rom gefeiert wurde.

## Weitere zugeschriebene Ämter
Der zum Corpus Aurelianum gehörenden, fälschlicherweise Aurelius Victor zugeschriebenen Schrift „Viri illustres urbis Romae“ („Berühmte Männer der Stadt Rom“) zufolge soll Quinctius 437 v. Chr. als Diktator amtiert haben. Dies ist aber sonst in keiner Quelle belegt.
Der antike Geschichtsschreiber Diodor listet Lucius Quinctius Cincinnatus und Aulus Sempronius Atratinus als Konsulnpaar zwischen den Amtsträgern der Jahre 428 und 427 v. Chr. Dabei handelt es sich vermutlich um eine Interpolation, zumal Titus Livius kein Konsulat der beiden nennt.

## Zweites Konsulartribunat
Zusammen mit Aulus Sempronius Atratinus, Lucius Furius Medullinus und Lucius Horatius Barbatus wurde Lucius Quinctius Cincinnatus im Jahr 425 v. Chr. zum zweiten Mal als Konsulartribun berufen. Veji wurde eine zwanzigjährige Waffenruhe zugestanden und mit den Aequern wurde ein dreijähriger Waffenstillstand geschlossen.

## Drittes Konsulartribunat
Ob Lucius Quinctius Cincinnatus 420 v. Chr. ein drittes Mal Konsulartribun war, ist nicht sicher. Titus Livius nennt ihn als Amtsträger zusammen mit Marcus Manlius Vulso, Lucius Furius Medullinus und Aulus Sempronius Atratinus. In der Liste der römischen Konsuln, die in den Fasti Capitolini enthalten ist, ist für dieses Jahr dagegen der Eintrag „Cincinnatus II“ (= die zweite Amtszeit eines Cincinnatus) angegeben. Dabei könnte es sich um einen Fehler des Steinmetzen handeln, der das dritte „I“-Zeichen vergessen hat. Möglich ist aber auch, dass in Wirklichkeit in diesem Jahr sein Bruder Titus Quinctius Cincinnatus (nach seiner ersten Amtszeit 426 v. Chr. zum zweiten Mal) als Konsulartribun amtierte.
In diesem Jahr kam es zu keinerlei kriegerischen Auseinandersetzungen mit Nachbarvölkern, dafür herrschten in der Stadt selbst große Spannungen wegen der anstehenden Quästorenwahl, die in diesem Jahr zu Lasten der Senatoren gingen. Bei der unter dem Vorsitz von Aulus Sempronius ablaufenden Wahl erlangten nur Patrizier die Quästorenämter. Dies erregte den Zorn der Volkstribunen Aulus Antistius, Sextus Pompilius und Marcus Canuleius, da sie ein neues Gesetz ins Auge gefasst hatten, wonach neu zu vergebende Ämter jetzt auch von Plebejern besetzt werden konnten.
Gaius Sempronius Atratinus, der Neffe des Aulus Sempronius, wurde im Gegenzug noch im selben Jahr von den Volkstribunen wegen seiner Kriegsführung im Jahr 423 v. Chr. gegen die Volsker angeklagt und zu einer Zahlung von 15.000 Assen verurteilt.
Im Verlauf des dritten Konsulartribunats lief auch der Prozess gegen die Vestalin Postumia, die wegen schlechten Lebenswandels angeklagt worden war, aber dann freigesprochen wurde.